# Caecinella luctuosa
Caecinella luctuosa Bergh, 1870 è un mollusco nudibranchio della famiglia Dotidae. È l'unica specie nota del genere Caecinella.